# Веселе (місто Славгород)
Весе́ле (рос. Весёлое) — село у складі Славгородського округу Алтайського краю, Росія.

## Населення
Населення — 33 особи (2010; 90 у 2002).
Національний склад (станом на 2002 рік):
- росіяни — 56 %